# الکس نوداری
الکس نوداری (انگلیسی: Alex Nodari؛ زادهٔ ۱۵ فوریهٔ ۱۹۸۲) بازیکن فوتبال اهل ایتالیا است.
از باشگاه‌هایی که در آن بازی کرده‌است می‌توان به باشگاه فوتبال آلساندریا اشاره کرد.